# Теорема о зависимости решений обыкновенных дифференциальных уравнений от параметров
Теорема о зависимости решений обыкновенных дифференциальных уравнений от параметров — теорема, формулирующая свойства решений обыкновенных дифференциальных уравнений с параметрами. Характер зависимости решений обыкновенных дифференциальных уравнений от параметров представляет значительный интерес для практики.
Теорема о зависимости решений обыкновенных дифференциальных уравнений от параметров вместе с подробным доказательством излагается в университетских учебниках МГУ, учебнике для инженерно-физических и физико-технических специальностей вузов. Значимость теоремы о зависимости решений обыкновенных дифференциальных уравнений от параметров определяется тем, что при описании физических систем посредством дифференциальных уравнений эмпирические оценки внешних воздействий и параметров начального положения производятся обычно с некоторой ошибкой. Для того, чтобы решение дифференциального уравнения, которое описывает физический процесс, имело практическую ценность, необходимо быть уверенным, что небольшие ошибки в параметрах ведут к небольшим изменениям в решении.
На теореме о (непрерывной и дифференцируемой) зависимости решений обыкновенных дифференциальных уравнений от параметров основан
использующийся во всех приложениях теории дифференциальных уравнений метод приближённого решения уравнений, близких к уравнениям, для которых решение известно точно (теория возмущений).

## Формулировка
Система обыкновенных дифференциальных уравнений

| {\displaystyle {\vec {\dot {y}}}={\vec {f}}(t,{\vec {y}},{\vec {\mu }})} | \| \| \| \| \| \| \| \| | (1) |
|                                                                          |                         |     |
|                                                                          |                         |     |
где {\displaystyle t} — независимая скалярная переменная, {\displaystyle {\vec {y}}=(y_{1},...,y_{n})} — вектор, {\displaystyle {\vec {\mu }}=(\mu _{1},...,\mu _{m})} — вектор, {\displaystyle {\vec {f}}(t,{\vec {y}},{\vec {\mu }})=(f_{1}(t,{\vec {y}},{\vec {\mu }}),...,f_{n}(t,{\vec {y}},{\vec {\mu }}))}, — векторная функция вектора {\displaystyle {\vec {y}}}, вектора {\displaystyle {\vec {\mu }}} и скаляра {\displaystyle t},
знак {\displaystyle {\dot {y}}} означает производную {\displaystyle y} по {\displaystyle t}.
Если все функции {\displaystyle f_{i}(t,{\vec {y}},{\vec {\mu }})}, {\displaystyle i=1,...n} и все их частные производные до {\displaystyle p}-го {\displaystyle (p\geqslant 1)} порядка по всем {\displaystyle y_{i}} и {\displaystyle \mu _{k}} непрерывны по всем их аргументам и ограничены, когда точка {\displaystyle (t,{\vec {y}})} находится в области {\displaystyle G}, а {\displaystyle \left|\mu _{k}\right|<C,k=1,...,m}, где {\displaystyle C} — некоторое положительное число, то для каждой внутренней точки {\displaystyle (t_{0},{\vec {y_{0}}})} области {\displaystyle G} можно указать такой интервал {\displaystyle (a,b)}, заключающий внутри себя точку {\displaystyle t_{0}}, что при всех рассматриваемых {\displaystyle \mu _{k}} на нём существует одна и только одна система функций
{\displaystyle {\vec {y}}={\vec {\varphi }}(t,{\vec {\mu }})\,,}
которые удовлетворяют системе (1), имеют непрерывные производные до {\displaystyle p}-го порядка по всем {\displaystyle {\vec {\mu }}} и при {\displaystyle t=t_{0}} обращаются в {\displaystyle {\vec {y_{0}}}}. Эта теорема остаётся верной и для {\displaystyle p=0}, если функции {\displaystyle {\vec {f}}} удовлетворяют условию Липшица по {\displaystyle {\vec {y}}} с коэффициентом, не зависящим от {\displaystyle \mu }.

## Пояснения
Областью {\displaystyle G} называется непустое множество точек, обладающее следующими двумя свойствами:
1. Каждая точка {\displaystyle G} есть внутренняя, то есть она имеет окрестность, целиком принадлежащую G.
2. Множество {\displaystyle G} связно, те любые две его точки можно соединить состоящей из конечного

числа звеньев ломаной, целиком лежащей внутри {\displaystyle G}. 